# Проба Рувилуа — Грегуара
Про́ба Рувилуа́ — Грегуа́ра — диагностический приём, используемый для решения вопроса о продолжающемся внутриплевральном кровотечении при гемотораксе. Положительная проба Рувилуа — Грегуара свидетельствует о продолжающемся внутриплевральном кровотечении, а отрицательная — о том, что кровотечение остановилось или продолжается крайне медленно.

## Методика проведения
Часть крови, полученной при плевральной пункции или дренировании плевральной полости у больного с гемотораксом, наливают в пробирку. Если кровь в пробирке сворачивается, то кровотечение продолжается (положительная проба Рувилуа — Грегуара). Если свёртывания не наступает, то кровотечение прекратилось (отрицательная проба Рувилуа — Грегуара).

## Клиническое значение
Положительная проба Рувилуа — Грегуара у больного с большим или средним гемотораксом является показанием к экстренному оперативному вмешательству: торакотомии для остановки внутриплеврального кровотечения.